# Dussia foxii
Dussia foxii es una especie de leguminosa en la familia Fabaceae.
Es endémica de Perú. Está amenazada por pérdida de hábitat.

## Fuente
- World Conservation Monitoring Centre 1998.  Dussia foxii.   2006 IUCN Lista Roja de Especies Amenazadas; bajado 19 de julio de 2007